# Hunter Kemper
Hunter Craig Kemper (* 4. Mai 1976 in Charlotte, North Carolina) ist ein ehemaliger US-amerikanischer Triathlet und vierfacher Starter bei den Olympischen Sommerspielen (2000, 2004, 2008 und 2012).

## Werdegang
Hunter Kemper startet seit 1998 als Triathlon-Profi. Im Jahr 2000 startete er als 24-Jähriger bei den Olympischen Spielen in Sydney.
Zwischen 1998 und 2011 holte er sich sieben Mal den Titel des nationalen Meisters auf der Triathlon-Kurzdistanz.

### Sieger Triathlon World Cup 2005
2005 gewann er als bislang erster US-Amerikaner den ITU Triathlon World Cup. Er wurde als bislang erster Triathlet vom Nationalen Olympischen Komitee der Vereinigten Staaten 2005 als Sportler des Jahres ausgezeichnet (USOC Athlete of the Year).
Als bisher einziger Triathlet neben der Deutschen Anja Dittmer und dem Kanadier Simon Whitfield startete er bislang viermal bei Olympischen Spielen (2000, 2004, 2008 und 2012). Seine beste Platzierung erreichte er 2008 als bester US-Amerikaner mit dem siebten Rang. Er strebte auch eine Qualifikation für 2016 an, welche er aber nicht erreichte. Seit 2016 tritt er nicht mehr international in Erscheinung.
Hunter Kemper lebt mit seiner Frau Valerie Kemper und ihren vier Kindern in Longwood (Florida).

## Auszeichnungen
- USOC Athlete of the Year 2005

## Sportliche Erfolge
| Datum/Jahr    | Rang | Wettbewerb                                  | Austragungsort | Zeit        | Bemerkung                                                                                          |
| ------------- | ---- | ------------------------------------------- | -------------- | ----------- | -------------------------------------------------------------------------------------------------- |
| 19. Sep. 2015 | DNF  | USA Triathlon Elite National Championships  | Chicago        | –           | Nationale Meisterschaft                                                                            |
| 2. Aug. 2015  | 41   | ITU World Olympic Qualification Event       | Rio de Janeiro | 01:52:16    | |
| 31. Aug. 2014 | 1    | Hy-Vee Triathlon 5150                       | Des Moines     | 01:44:43    | U.S. Championships                                                                                 |
| 29. Juni 2014 | 2    | USA Triathlon Elite National Championships  | Chicago        | 01:49:52    | hinter Joe Maloy                                                                                   |
| 27. Apr. 2014 | 3    | 5150 St. Anthony’s Triathlon                | St. Petersburg |             | |
| 1. Sep. 2013  | 2    | Hy-Vee Triathlon 5150                       | Des Moines     |             | U.S. Championships                                                                                 |
| 28. Apr. 2013 | 3    | 5150 St. Anthony’s Triathlon                | St. Petersburg |             | |
| 20. Apr. 2013 | 3    | USA Triathlon Elite National Championships  | San Diego      | 01:49:56    | hinter Joe Maloy                                                                                   |
| 2. Sep. 2012  | 2    | Hy-Vee Triathlon 5150                       | Des Moines     |             | U.S. Championships                                                                                 |
| 7. Aug. 2012  | 14   | Olympische Sommerspiele 2012                | London         | 01:48:46    | |
| 4. Sep. 2011  | 2    | Hy-Vee Triathlon 5150                       | Des Moines     |             | U.S. Championships                                                                                 |
| 2011          | 1    | USA Triathlon Elite National Championships  | Buffalo        |             | Nationaler Meister                                                                                 |
| 2. Mai 2010   | 1    | Escape from Alcatraz Triathlon              | San Francisco  |             | |
| 19. Aug. 2008 | 7    | Olympische Sommerspiele 2008                | Peking         | 01:49:48,75 | |
| 25. Juni 2006 | 1    | USA Triathlon Elite National Championships  | Long Beach     |             | Nationaler Meister                                                                                 |
| 18. Juli 2005 | 3    | Life Time Fitness Triathlon                 | Minneapolis    | 02:00:07    | Dritter hinter Craig Alexander und Simon Whitfield                                                 |
| 12. Juni 2005 | 1    | Escape from Alcatraz Triathlon              | San Francisco  |             | |
| 2005          | 1    | USA Triathlon Elite National Championships  | Bellingham     |             | Nationaler Meister                                                                                 |
| 26. Aug. 2004 | 9    | Olympische Sommerspiele 2004                | Athen          | 01:52:46,33 | 1,5 km Schwimmen, 40 km Radfahren und 10 km Laufen                                                 |
| 2003          | 1    | USA Triathlon Elite National Championships  | San Francisco  |             | Nationaler Meister                                                                                 |
| 2. Sep. 2001  | 16   | Goodwill Games                              | Brisbane       | 01:53:52,69 | im Triathlon auf der olympischen Distanz                                                           |
| 22. Juli 2001 | 15   | ITU Triathlon World Championships           | Edmonton       | 01:49:22    | Triathlon-Weltmeisterschaft                                                                        |
| 2001          | 1    | USA Triathlon Elite National Championships  | New York City  |             | Nationaler Meister                                                                                 |
| 16. Sep. 2000 | 17   | Olympische Sommerspiele 2000                | Sydney         | 01:50:05,56 | [ 3 ]                                                                                              |
| 12. Sep. 1999 | 8    | ITU Triathlon World Championships           | Montreal       | 01:46:03    | Weltmeisterschaft auf der olympischen Distanz (1,5 km Schwimmen, 40 km Radfahren und 10 km Laufen) |
| 1999          | 1    | USA Triathlon Elite National Championships  | Chicago        |             | Nationaler Meister                                                                                 |
| 1998          | 1    | USA Triathlon Elite National Championships  | Oceanside      |             | Nationaler Meister                                                                                 |
| 24. Aug. 1996 | 6    | ITU Triathlon World Championship Junior Men | Cleveland      | 01:50:26    | |
| 12. Sep. 1992 | 69   | ITU Triathlon World Championship Junior Men | Huntsville     | 02:13:41    | |

(DNF – Did Not Finish)